# Óscar Rivas
Óscar Rivas (* 6. Juni 1987 in Buenaventura, Kolumbien) ist ein kolumbianischer Profiboxer im Schwergewicht.

## Amateurkarriere
Rivas wurde 2007 sowie 2008 Kolumbianischer Meister im Superschwergewicht und gewann nach einer Finalniederlage gegen Robert Alfonso die Silbermedaille bei den Panamerikanischen Spielen 2007 in Rio de Janeiro. Bei der Weltmeisterschaft 2007 in Chicago unterlag er im Achtelfinale gegen den späteren Vizeweltmeister Wjatscheslaw Hlaskow.
Im April 2008 erreichte er mit Siegen gegen Marlon Mendoza, Andy Ruiz und Gleison Abreu das Finale beim Olympia-Qualifikationsturnier des amerikanischen Kontinents in Guatemala-Stadt und gewann im Juni 2008 mit einem Finalsieg gegen Robert Alfonso auch die Panamerikameisterschaft in Cuenca. Er konnte daraufhin im August an den Olympischen Spielen 2008 in Peking teilnehmen und siegte im Achtelfinale gegen Kubrat Pulew, ehe er im Viertelfinale gegen den späteren Olympiasieger Roberto Cammarelle ausschied.

## Profikarriere
2009 wurde er vom kanadischen Promoter Groupe Yvon Michel (GYM) unter Vertrag genommen, im Februar 2020 unterzeichnete er zusätzlich einen Promotionsvertrag über mehrere Kämpfe bei Top Rank.
Er gewann 26 Kämpfe in Folge und siegte dabei unter anderem gegen Hervé Hubeaux (Kampfbilanz: 29-2), Fábio Maldonado (26-0) und Bryant Jennings (24-2). Am 20. Juli 2019 boxte er in London um den Titel des WBC-Interimsweltmeisters im Schwergewicht und um die Position des Pflichtherausforderers von WBC-Titelträger Deontay Wilder, verlor jedoch nach Punkten gegen den Briten Dillian Whyte, den er in der neunten Runde auch niederschlagen konnte.
Seinen nächsten Kampf bestritt er erst wieder im März 2021 im von der WBC neugeschaffenen Bridgergewicht und gewann am 22. Oktober desselben Jahres den WBC-Titel dieser Gewichtsklasse, nachdem er den Kanadier Ryan Rozicki (13-0) einstimmig besiegt hatte.
Seitdem bestritt Rivas, unter anderem aufgrund einer Augenverletzung, keinen Kampf mehr.